# Caeneressa hoenei
Caeneressa hoenei là một loài bướm đêm thuộc phân họ Arctiinae, họ Erebidae.